# Machiel
Machiel ist eine nordfranzösische Gemeinde mit 151 Einwohnern (Stand 1. Januar 2022) im Département Somme in der Region Hauts-de-France. Die Gemeinde liegt im Arrondissement Abbeville, in der Communauté de communes Ponthieu-Marquenterre und im Kanton Rue.

## Geographie
Die vom Flüsschen Maye durchflossene Gemeinde liegt rund zwölf Kilometer östlich von Rue und 4,5 Kilometer westlich von Crécy-en-Ponthieu am Nordrand des Domänenwalds Forêt de Crécy. Zur Gemeinde gehören die nördlich gelegenen Gehöfte Le Grand Rossignol und Le Petit Rossignol sowie das Schloss Wacourt im äußersten Norden. Das Gemeindegebiet liegt im Regionalen Naturpark Baie de Somme Picardie Maritime.

## Geschichte
Bis ins 18. Jahrhundert war die Domäne im Besitz der Benediktinerabtei in Forest-Montiers. Das Schloss am Ort wurde 1820 abgebrochen.

## Einwohner
| 1962 | 1968 | 1975 | 1982 | 1990 | 1999 | 2006 | 2018 |
| ---- | ---- | ---- | ---- | ---- | ---- | ---- | ---- |
| 193  | 175  | 173  | 169  | 177  | 171  | 161  | 156  |

## Sehenswürdigkeiten
- Kirche Saint-Pierre[1]
- Kriegerdenkmal
- Schloss und Park in Wacourt aus dem dritten Viertel des 18. Jahrhunderts Jardin d'agrément du château de Wacourt in der Base Mérimée des französischen Kulturministeriums (französisch)